# Esterifikace
Esterifikace je chemická reakce, při které z organické nebo anorganické kyslíkaté kyseliny a alkoholu vzniká ester. V běžné praxi se esterifikací rozumí hlavně reakce karboxylové kyseliny a alkoholu za vzniku esteru karboxylové kyseliny a vody. Ester karboxylové kyseliny se však dá připravit také přeměnou z alkoholů a např. chloridů nebo anhydridů karboxylových kyselin. Kondenzace kyslíkatých kyselin, např. kyseliny fosforečné, sírové nebo sulfonové s alkoholem vedou také na estery a mohou být proto také pokládány za esterifikace.

## Souhrnná reakce
Reakce je rovnovážná a kondenzační, při které reaguje alkohol nebo fenol s karboxylovou kyselinou (nebo anorganickou kyselinou) na ester a vodu.
Takto naznačený mechanizmus platí pouze pro primární a sekundární alkoholy. U terciárních alkoholů se v průběhu reakce -OH skupina alkoholu odštěpí a aduje se na vzniklý karbkationt karboxylové kyseliny. Ve vzniklém esteru zůstane zachován kyslík z karboxylové kyseliny.

## Kysele katalyzovaná esterifikace (Fischerova esterifikace)
Hermann Emil Fischer byl pravděpodobně první, kdo získal vyšší výtěžek esteru z menšího množství kyseliny sírové, než bylo tehdy obvyklé.
Prvním krokem esterifikace je protonace karboxylové kyseliny na mezomerně stabilní kationt.
Kation uvolněný protonací se poté nukleofilně chytne na volný elektronový pár hydroxylové skupiny na alkoholu. Atom vodíku z původního alkoholu tvoří intramolekulární vodíkové můstky s atomy kyslíku z karboxylové skupiny a nakonec spolu vytvoří vazbu.
V posledním kroku se vzniklý oxoniový iont odštěpí jako molekula vody a vznikne kationt, který může použít na deprotonaci esteru.
Tento mechanismus byl dokázán sledováním označených izotopů kyslíku v alkoholu.
Esterifikace probíhá i bez přítomnosti katalyzátoru, působením protonů, které vzniknou disociací reagujících kyselin, pro dosažení dostatečné reakční rychlosti je vysoká reakční teplota (cca 200 °C). Z tohoto důvodu se do reakční směsi přidává kyselý katalyzátor – typicky kyselina sírová nebo některé aromatické sulfonované kyseliny (kyselina p-toluensulfonová). Posouvání rovnováhy esterifikace směrem k produktům není možné zvýšením teploty. Pro dosažení co nejvyššího výtěžku esteru je výhodné pracovat s přebytkem výchozího alkoholu, případně z reakční směsi odebírat vodu.

## Další esterifikační reakce
Existuje celá řada dalších možností, jak přeměnit alkoholy a kyseliny, případně deriváty kyselin, na estery. Příkladem mohou být reakce mezi alkoholem a chloridem karboxylové kyseliny (Schottenova–Baumannova metoda), alkoholem a anhydridem karboxylové kyseliny, Steglichovy esterifikace nebo Micunobovy reakce. Transesterifikace umožňuje výměnu alkoholové nebo kyselé části existujícího esteru za jinou.

## Štěpení esterů
Opačná reakce k esterifikaci je kyselá hydrolýza esterů. Alkalická hydrolýza esterů probíhá jiným reakčním mechanismem než kyselá, proto je vyčleněna a označuje se jako zmýdelnění.

## Výroba esterů
Chemickou reakcí je získáno velké množství chemických produktů a následně společně destilováno. Při výrobě esterů se často oba procesy spojí v jeden a tento postup se nazývá reaktivní destilace. Během této reakce se jeden nebo více produktů (často voda) odpaří. Chemická rovnováha se přitom neustále obnovuje, takže je možné dosáhnout vysokého výtěžku výsledného esteru. Takové spojení kroků má mnoho výhod. Náklady na přístroje jsou zanedbatelné a postup je tak velmi levný.

Esterifikace pomocí destilace